# 岩下智子
岩下 智子（いわした ともこ）は、日本のフルート奏者。前田明子、林りり子、吉田雅夫、金昌国、H.P.シュミッツ、M.アヒレス、A.アドリアン、P.-L.グラーフ、P.マイゼンに師事。ドイツやイギリス各地で演奏するなど日本国外でも活動をしている。

## 来歴
- 福岡県出身。
- 3歳よりピアノを始める。
- 12歳よりフルートを始める。
- 東京芸術大学卒業。
- 同大学大学院修士課程修了。

在学中に東京文化会館の新人推薦音楽会および日本演奏連盟の新人演奏会に出演。
- 1983年、西日本新聞社賞を受賞。
- 1986年、ドイツ学術交流会（DAAD）奨学生としてドイツに渡り、デトモルト音楽大学に留学。マスタークラス修了。
- 1988年、イタリアのトリエステ・デュイーノ国際コンクール第2位。
イタリア国営放送に出演。
- 1990年、オーストリアのザルツブルク音楽祭にてシュニトケの作品を世界で初めて演奏。
- 1992年、イギリスのノリッジ・クラシックコンサートに出演。
- CD「フランスの香り」をリリースしている。
- ヘンデルの「11のフルートソナタ」、プロコフィエフ「フルートソナタニ長調 作品94」を編集(全音楽譜出版社)

現在、武蔵野音楽大学講師。